# Angela Merici
Angela Merici (n. 21 martie 1474, Desenzano del Garda, Lombardia, Italia – d. 27 ianuarie 1540, Brescia, Republica Veneția) a fost o autodidactă italiană, fondatoarea ordinului ursulinelor, pentru educarea fetelor sărace.

## Viața
S-a născut la Desenzano del Garda, în regiunea Veneto (Italia); din 1516 a trăit la Brescia. A intrat în ordinul terțiar al lui Francisc de Assisi (destinat laicilor) și a adunat în jurul ei tinere pe care le-a format în vederea exercitării faptelor de caritate. În anul 1535 a întemeiat Societatea Sfintei Ursula (ursulinele) pentru educarea fetelor sărace. Ordinul a fost primul institut secular (laic) întemeiat în contextul reformei catolice (contrareforma). Membrele acestui ordin trăiesc în familiile lor, nu poartă în mod obligatoriu veșminte călugărești, dar urmează sfaturile evanghelice (castitatea, sărăcia, ascultarea). 
A fost canonizată în 1807.
Angela Merici este sărbătorită în Biserica Catolică la 27 ianuarie.

## Galerie de imagini

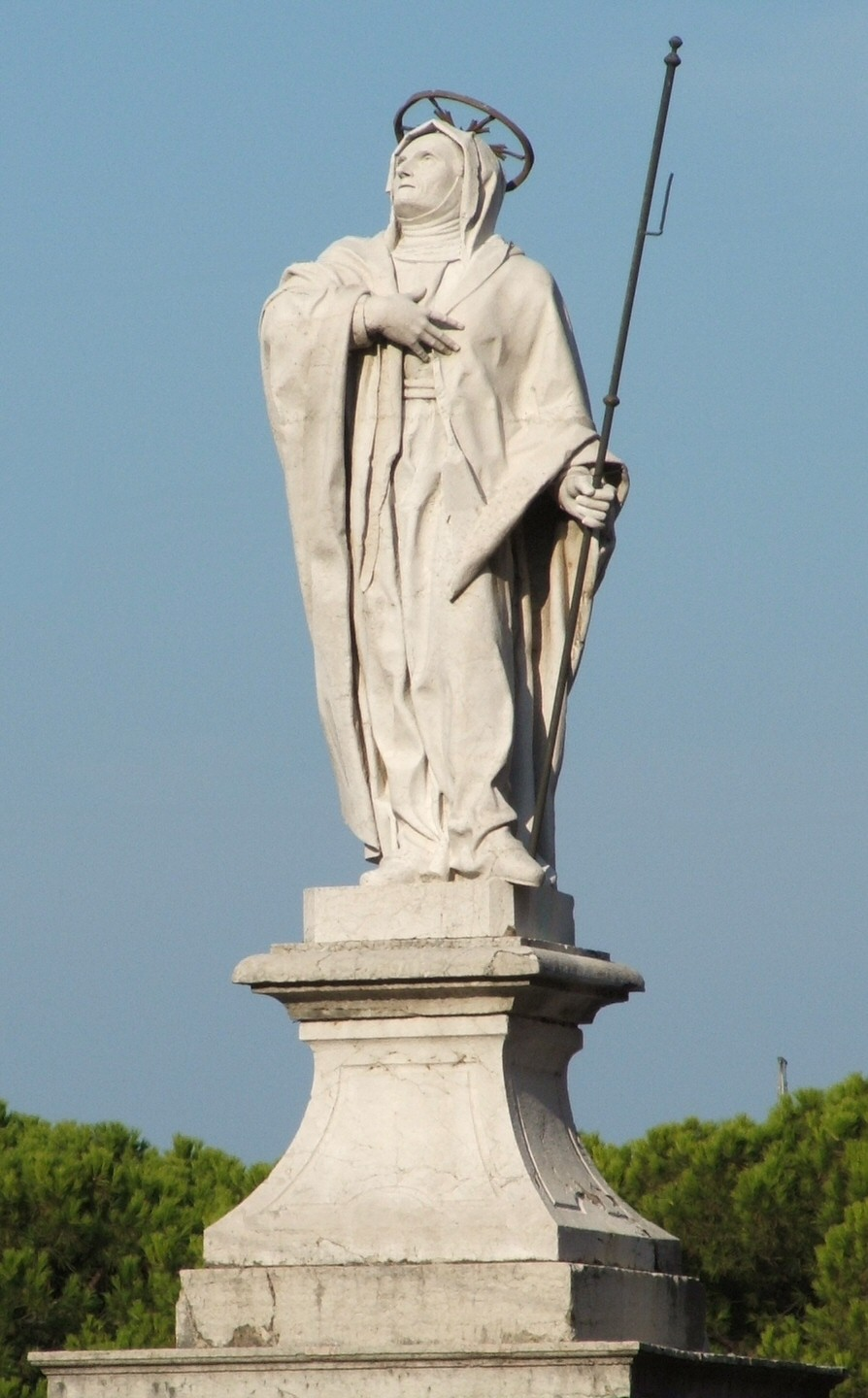
Statuia Angelei Merici în orașul natal